# Sinfonia Fausto
A Sinfonia Fausto em três movimentos (em alemão:  Eine Faust-Simphonie in drei Charakterbildern), ou simplesmente "Sinfonia Fausto", é uma sinfonia coral composta por Franz Liszt, inspirada na tragédia de Johann Wolfgang von Goethe, Fausto. A sinfonia foi estreada em 5 de setembro de 1857, para a inauguração do monumento a Goethe e Schiller.
Embora existam alguns fragmentos que datam de 1840, a Sinfonia Fausto foi escrita em Weimar, no verão de 1854. Foi revista nos anos seguintes, com compassos para metais e um Chorus Mysticus adicionado no final, onde as palavras de Fausto (Parte II) são cantadas por um coro masculino e um solista tenor por volta da metade do movimento. Também se fizeram outras alterações, menores e maiores. Em 1880, Liszt adicionou mais dez compassos no segundo movimento. 
A obra tem aproximadamente setenta minutos de duração, e foi idealizada para orquestra com complementos de piccolo, duas flautas, dois oboés, dois fagotes, quatro trompas, três trompetes, tuba, timbale, pratos, triângulo, órgão, harpa e secção de cordas. Também surgem um solista tenor e um coro.
Robert Schumann também escreveu a obra Cenas do Fausto de Goethe, para coro e orquestra, e há diversas sinfonias Fausto criadas por vários compositores.